# Kembs
Kembs là một xã ở tỉnh Haut-Rhin trong vùng Grand Est ở đông bắc Pháp. Xã này có diện tích 16,45 km², dân số năm 1999 là 4278 người. Khu vực này có độ cao 241 mét trên mực nước biển.